# Roman noir
Der Roman noir ist eine Untergattung des französischen Kriminalromans.

## Begriffsklärung
Roman noir ist ein Begriff französischen Ursprungs, der „schwarzer Roman“ bedeutet. Er entstand in Analogie zum Film noir, einem Ausdruck, der von den französischen Filmkritikern Nino Frank und Jean-Pierre Chartier im Jahre 1946 im Zusammenhang mit amerikanischen Kriminalfilmen der frühen 1940er Jahre geprägt wurde, die, beeinflusst vom deutschen Expressionismus, ganz im Gegensatz zum konventionellen Hollywood-Kino standen, unter anderem Murder, My Sweet (1944), nach Raymond Chandlers Fahr zur Hölle, Liebling sowie Double Indemnity (1944) und The Postman Always Rings Twice (1946), nach James M. Cain. Entsprechend bezeichnet der Begriff (insbesondere im anglo-amerikanischen Sprachraum) auch die amerikanische hardboiled detective novel mit Vertretern wie Dashiell Hammett oder Raymond Chandler.
Die im deutschen Sprachraum gängigste Bedeutung des Begriffs bezeichnet jedoch eine Untergattung des französischen Kriminalromans, die in den frühen 1940er Jahren auftaucht, sich inhaltlich und stilistisch am amerikanischen „hardboiled“-Krimi orientiert, ab den späten 1940er Jahren zu einer eigenständigen Form entwickelt wird, in den späten 1970er Jahren neue Impulse erhält und in verschiedenen Varianten bis heute weiter besteht.
In einer heute überwiegend in der französischen Literaturwissenschaft gebräuchlichen Bedeutung ist der Begriff ein Synonym für den „roman gothique“ oder „roman terrifiant“, eine französische Romangattung des späten 18. und frühen 19. Jahrhunderts, die dem deutschen Schauerroman und der englischen „gothic novel“ entspricht, mit (französischen) Vertretern wie Ducray-Duminil, Madame de Genlis, Baculard d’Arnaud oder Bellin de La Liborlière.

## Ursprung und Herausbildung des Roman noir
In den 1940er Jahren entsteht in Frankreich eine neue Variante des Kriminalromans, die sich deutlich vom „klassischen“ Kriminalroman unterscheidet. Diese neue Variante entsteht unter dem Einfluss der amerikanischen hardboiled detective novel, einer Untergattung des Kriminalromans, die während der Wirtschaftskrise der 30er Jahre in den USA entstand. Als deren wichtige Vertreter gelten neben Dashiell Hammett und Raymond Chandler auch Autoren wie James M. Cain, Cornell Woolrich und W. R. Burnett. In ihren Geschichten stehen gesellschaftskritische Gesichtspunkte im Vordergrund, wobei die Hauptfiguren oft „Outsider“ sind und der Fokus auf dem Verbrecher oder dem Detektiv liegen kann. Aber auch die Kriminalromane von Georges Simenon sowie der amerikanische und französische film noir der 1930er und 1940er Jahre sind entscheidende Quellen für die spezifische Atmosphäre und Thematik des Roman noir.
Zunächst entstanden französische Romans noirs während des Zweiten Weltkrieges, wobei französische Autoren aufgrund eines Publikationsverbotes unter amerikanischen Pseudonymen publizierten: Léo Malet publizierte damals beispielsweise unter den Namen Frank Harding und Léo Latimer. Nach dem Ende des Krieges entwickelte sich der roman noir zu einer stärker eigenständigen, französisch geprägten Gattung. Entscheidend für die rasante Entwicklung des Roman noir in Frankreich war die Gründung der Reihe Série noire im Jahr 1945 durch Marcel Duhamel: In dieser sehr erfolgreichen Reihe wurden sowohl Übersetzungen der großen amerikanischen hardboiled-detective novels als auch zunehmend französische Produktionen publiziert. Einige wichtige französische Autoren dieser Phase sind Léo Malet, Jean Amila, Albert Simonin oder Francis Ryck.
Dieser Roman noir zeichnet sich durch eine Reihe von Merkmalen aus: Der Detektiv ist kein Amateur oder Polizist, sondern ein privater Ermittler, der gegen Bezahlung einen Auftrag übernimmt. Bei seinen Ermittlungen verlässt er sich nicht ausschließlich auf rationale Überlegungen, sondern wendet auch einmal Gewalt an, um Informationen zu bekommen. Es gibt keine radikale Trennung zwischen dem Milieu des Verbrechens und dem des Detektivs: Der Ermittler handelt selbst oft am Rande der Legalität, hat eine zweifelhafte Vergangenheit oder lebt im gleichen Milieu wie die Verbrecher. Er ist auch nicht davor geschützt, selbst Opfer von Gewalt zu werden oder an der Legitimität seiner Handlungen zu zweifeln. Das Verbrechen selbst wird nicht als geniales Spiel oder individualpsychologisch motivierte Tat angesehen, sondern als Ergebnis politischer Intrigen, sozialer Verhältnisse oder historischer Entwicklungen. Das bedeutet auch, dass der Täter unter Umständen in gewisser Weise selbst ein Opfer dieser Verhältnisse oder Intrigen ist. Insofern wird die gesellschaftskritische Haltung des Roman noir in der Grundanlage der Handlung deutlich. Eine düstere Stimmung und atmosphärische Beschreibungen der Schauplätze sind dem Roman noir ebenfalls eigen.
Zusammenfassend könnte man sagen, dass der roman noir sich dadurch auszeichnet, dass er keine scherenschnittartigen Trennungen zwischen Gut und Böse vorstellt, sondern die Grauzone zwischen Gut und Böse, zwischen Schuld und Unschuld, zwischen individueller und kollektiver Verantwortung erforscht. Darauf weist Jean-Patrick Manchette, einer der genauesten Kenner des amerikanischen und französischen Roman noir hin, wenn er diesen als „die große moralische Literatur unserer Zeit“ bezeichnet.

## Der Roman noir seit den späten 1970er Jahren

### Politisierung der Gattung:protest writing
Es entsteht ab den späten 1970ern eine Variante dieses Roman noir, die gelegentlich auch als néo-polar oder nouveau polar bezeichnet wird. Diese Variante ist stärker politisch, insofern sie noch stärker als der ursprüngliche Roman noir historische Ungerechtigkeiten oder politische Überzeugungen zu den Motiven von Verbrechen werden lässt. Zugleich zeichnet sich dieser Typus des Roman noir häufig, aber nicht notwendigerweise, durch eine recht offensive Darstellung von Gewalt aus. Initiatoren dieser literarischen Initiative waren eine Reihe von der Politik enttäuschter (überwiegend linker) französischer Intellektueller und politisch Aktive, die mittels des Roman noir die (offizielle) Geschichtsschreibung gegen den Strich bürsten wollten. Sie sehen in dem Roman noir eine Möglichkeit, die zeitgeschichtlichen Ereignisse literarisch wiederzugeben, und nutzen diese Form für die Verarbeitung gescheiterter emanzipatorischer Bewegungen.
Von Didier Daeninckx, einem der wichtigsten Protagonisten dieses politisch und historisch „engagierten“ Roman noirs, stammt folgendes programmatisches Statement:
Der Roman noir stellt ein ideales Terrain dar, um die soziale und politische Realität zu erhellen, die die französische Literatur, die sich in formalistischen Experimenten gefällt, häufig links liegenlässt. Es geht darum, die Wunden zu untersuchen und das Nichtgesagte aufzubrechen, die eine Nation zu einer kranken und krank machenden Verdrängung verdammen.
Claire Gorrara bezeichnet diese Variante des Roman noir daher als protest writing und definiert sie als eine „alternative social history of France designed to contest the dominant narratives of those in power“.
Konsequenterweise spielt die Erfahrungen oder Verarbeitung geschichtlicher Katastrophen für die Art und Wichtigkeit des Erzählens eine zentrale Rolle. Das Verbrechen und seine Aufklärung finden nicht nur im Kontext von historischen Ereignissen wie dem Spanischen Bürgerkrieg, dem Vichy-Régime oder dem Algerienkrieg oder sozialer und politischer Ereignisse wie dem Mai 1968 statt, sondern sind in ihren Motiven und ihrer Vertuschung mit diesen Ereignissen eng verbunden. Auch Sprache und Stil verändern sich, werden rauer und härter, nähern sich aber auch stark der Alltagssprache an. Wichtige Vertreter dieser Variante des Roman noir sind u. a. Jean-Patrick Manchette, Didier Daeninckx, Jean-François Vilar, Francis Ryck oder Jean-Bernard Pouy.

### An den Grenzen der Gattung: formale Experimente
Eine weitere Tendenz des französischen Kriminalromans seit den 1980er Jahren zeichnet sich durch stärkeres Experimentieren mit der Erzählform aus. Auch diese Romane werden gelegentlich als Roman noir bezeichnet, worin sich aber auch die Unschärfe des Begriffes zeigt. Zu Vertretern dieser Tendenz kann man u. a. Laurence Biberfeld, Jean-Bernard Pouy oder Sébastien Japrisot rechnen.

## Der Roman noir heute
Die erste Linie des französischen Roman noir besteht bis heute weiter: Pierre Magnan beispielsweise verbindet die historische Perspektive mit der stimmungsvollen Einbettung der Handlung in die Landschaft und die Gebräuche der Provence. Von Magnan teilweise beeinflusst schreibt Fred Vargas Roman noirs. Die Romane von Patrick Pécherot können als Hommage an Léo Malet verstanden werden. Tanguy Viel verarbeitet in einigen seiner Roman Motive des Roman noir auf ironisch-dekonstruktive Weise.
In der Tradition des politisierten Roman noir stehen unter anderem Yasmina Khadra und Maurice Attia, bei denen die Handlung vor dem Hintergrund der politischen Ereignisse in Algerien (Unabhängigkeitsbewegung, Algerienkrieg, Bürgerkrieg der 1980er Jahre) steht, oder Dominique Manotti. Neuere Impulse für den politisierten Roman noir der 1970er Jahre kommen auch von Maurice Georges Dantec, der diesen Romantypus um eine Science-Fiction-Version erweiterte.
Die kleine südfranzösische Stadt Frontignan veranstaltet seit 1998 jedes Jahr im Juni das Festival International du Roman Noir (FIRN).

## Der Roman noir im internationalen Kontext
Der französische Roman noir steht in seiner Entwicklung im internationalen Kontext keineswegs alleine da, im Gegenteil. Seine US-amerikanischen Wurzeln sind historisch und inhaltlich klar belegt. Auch in Schweden gibt es eine Untergattung des Kriminalromans, die mit ähnlichen Grundansätzen funktioniert, gelegentlich als Schwedenkrimi und neuerdings auch als Nordic Noir bezeichnet und unter anderem von Maj Sjöwall und Per Wahlöö sowie Henning Mankell repräsentiert wird. Im deutschsprachigen Raum sind etwa Horst Eckert, Wolfgang Schorlau, Jörg Fauser und Ulf Miehe zu nennen. Auch im spanischsprachigen Raum bezieht sich der Gattungsnamen „novela negra“ sowohl auf das US-Original als auch auf eine spanischsprachige Produktion von Kriminalromanen, die mit dem französischen Roman noir und dem US-amerikanischen hardboiled-Krimi vergleichbar sind, mit Vertretern wie Juan Madrid oder Rafael Menjívar Ochoa.

### Zum französischen Roman noir
- Simone Bernard-Griffit & Jean Sgard, Mélodrames et romans noirs 1750–1890, Presses Universitaires du Mirail, Toulouse, 2000, ISBN 2-85816-503-3.
- Michelle Emanuel, From Surrealism to Less-Exquisite Cadavers: Léo Malet and the Evolution of the French 'Roman Noir, Rodopi B.V., Amsterdam, 2006, ISBN 90-420-2080-6.
- Claire Gorrara, The Roman Noir in Post-War French Culture: Dark Fictions, Oxford University Press (Oxford Studies in Modern European Culture), Oxford, 2003, ISBN 0-19-924609-2.
- Simon Kemp, Defective Inspectors: Crime-fiction Pastiche in Late-Twentieth-Century French Literature, Maney Publishing, London, 2006, ISBN 1-904350-51-8.
- Alain Lacombe, Le Roman Noir Américain, o. O., Union Générale d'Editions, 1975.
- Jean-Patrick Manchette, Chroniques. Essays zum Roman noir. Herausgegeben von Doug Headline und Francois Guérif. Aus dem Französischen von Katarina Grän und Ronald Vouillié. Distel Literaturverlag, Heilbronn, 2005, ISBN 3-923208-78-2.
- Elfriede Müller & Alexander Ruoff, Histoire noire. Geschichtsschreibung im französischen Kriminalroman nach 1968, transcript Verlag, Bielefeld, 2007, ISBN 3-89942-695-9.
- Jean-Bernard Pouy, Une brève histoire du roman noir, Paris : L'oeil noir, 2009. ISBN 978-2-915543-25-4.
- Jean-Paul Schweighaeuser, Le roman noir français, Presses Universitaires de France, Paris (Que sais-je ?), 1984, ISBN 2-13-038273-8.
- André Vanoncini, Le roman policier, Presses Universitaires de France, Paris (Que sais-je ?), 2002, ISBN 2-13-052969-0.
- Fabienne Viala, Le roman noir à l'encre de l'histoire : Vasquez Montalban et Didier Daeninckx ou Le Polar en su tinta, Éditions L'Harmattan, Paris, 2007, ISBN 2-296-02300-2.

### Zum amerikanischen Roman noir
- Megan E. Abbott: The Street Was Mine: White Masculinity in Hardboiled Fiction and Film Noir, Palgrave MacMillan, 2002, ISBN 0-312-29481-6.
- Martin Böttcher, Auseinandersetzung mit dem Genre der „hard-boiled detective novel“ bei Crumley und Vachss, Tectum Verlag, Marburg, (Edition Wissenschaft: Reihe AmerikanistiK, Bd. 3), 1996, ISBN 3-89608-693-6.
- Gabriele Dietze: Hardboiled Women: Geschlechterkrieg im amerikanischen Kriminalroman, Europäische Verlagsanstalt, Hamburg, 1997, ISBN 978-3-434-50411-5.
- Adrienne J. Gosselin, Multicultural Detective Fiction: Murder from the „Other“ Side, Garland Publishing, 1998, ISBN 0-8153-3153-3.
- Armin Jaemmrich, Hard-boiled Stories und Films noirs: Amoralisch, zynisch, pessimistisch? Eine Analyse zu D. Hammett, R. Chandler, James M. Cain, Cornell Woolrich, W.R. Burnett und anderen Autoren sowie zu maßgeblichen Films noirs, Frankfurt, 2012, ISBN 978-3-00-039216-0.
- Wolfgang Kemmer, Hammett – Chandler – Fauser. Produktive Rezeption der amerikanischen hard-boiled school im deutschen Kriminalroman, Teiresias Verlag, Köln, 2001, ISBN 3-934305-28-8.
- Markus Koch, Der Roman noir und die populäre Unterwelt moderner Literatur: Dashiell Hammett, William Faulkner, Graham Greene, Peter Lang, Frankfurt/Main, 2004, ISBN 3-631-52514-1.
- William Marling, The American Roman Noir: Hammett, Cain, and Chandler, University of Georgia Press, Athens GA, 1995, ISBN 0-8203-1658-X.
- Geoffrey O’Brien, Hardboiled America: Lurid Paperbacks and the Masters of Noir, Da Capo, 1997, ISBN 0-306-80773-4.
- LeRoy Lad Panek, New Hard-Boiled Writers: 1970s-1990s, University of Wisconsin Press, 2000, ISBN 0-87972-819-1.